# Îlot de San Paolo
L'îlot de San Paolo (en italien : isola di San Paolo) est une île d'Italie du lac d'Iseo appartenant administrativement à Monte Isola.

## Géographie
Elle s'étend sur environ 130 m de longueur pour une largeur approximative de 61 m.

## Histoire
En 1091, l'îlot, sous le contrôle de la famille noble des Mozzi, est remis au monastère clunien de San Paolo d'Argon. Le monastère passe ensuite aux mains de la famille noble des Fenaroli de Pilzone, qui l'a ensuite donné aux frères mineurs. Ceux-ci y ont érigé un monastère à la fin du XVe siècle.
La famille Fenaroli garde un mécénat sur le couvent (en peignant leur blasonnement dans le cloître), et en conserve le bénéfice jusqu'en janvier 1783. Les quatorze frères sont alors transférés au couvent de Saint-François à Iseo et l'île est vendue à des particuliers.
En 1916, l'île est achetée par ses propriétaires actuels, la famille Beretta, célèbre dans l'armement.

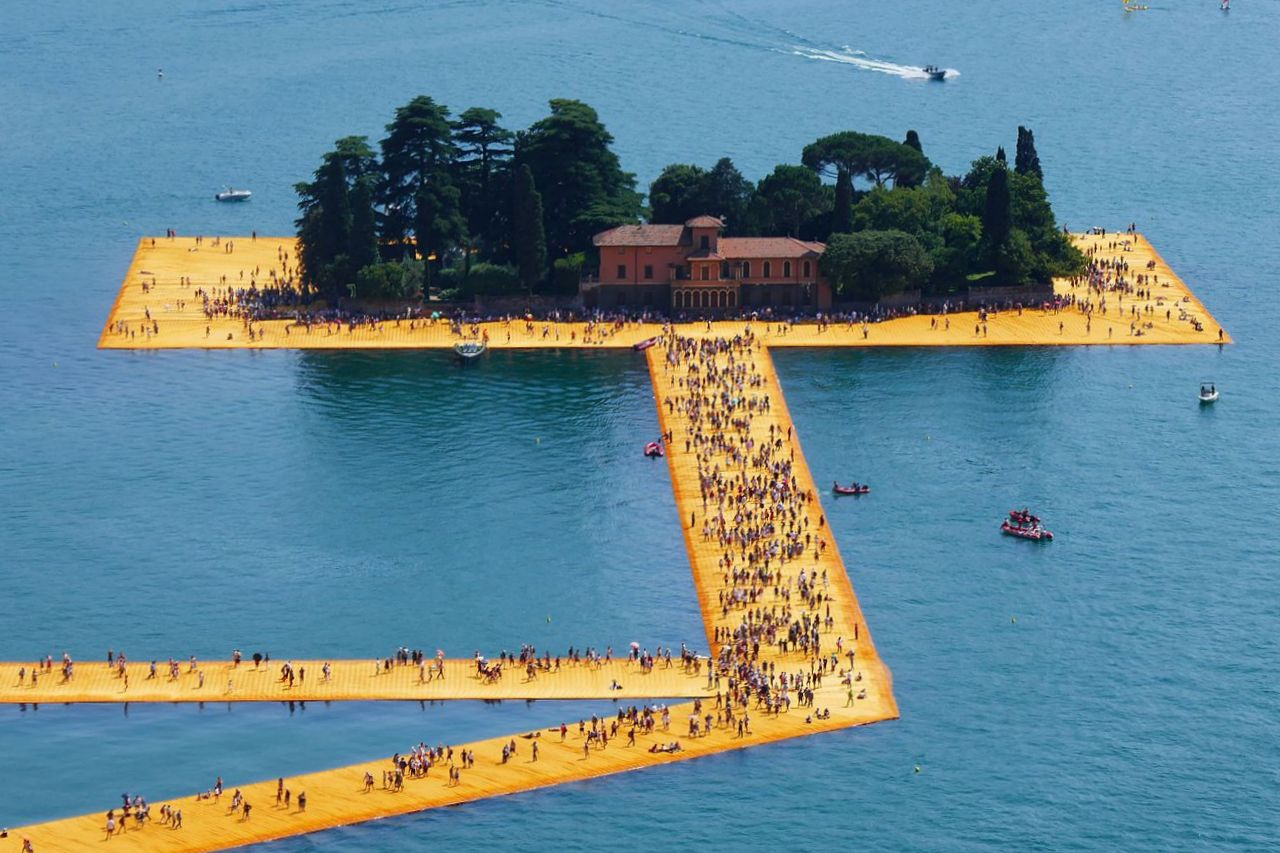
The Floating Piers, œuvre d'art éphémère créée par les artistes Christo et Jeanne-Claude en 2016.